# Adam Józef Zakrzewski
Adam Józef Zakrzewski herbu Jelita – chorąży mniejszy łęczycki w latach 1702–1714 i 1720–1730, podczaszy łęczycki w latach 1693–1702, starosta pobiedziski w 1713 roku.
Poseł na sejm pacyfikacyjny 1699 roku z województwa łęczyckiego. Jako poseł województwa poznańskiego był uczestnikiem Walnej Rady Warszawskiej 1710 roku. 